# Солсбери (Доминика)
Солсбери (англ. Salisbury, креол. Barroui, также Baroui или Bawi) — городок на западном побережье Доминики, расположенный в приходе Сент-Джозеф. На 2001 год, население Солсбери составляло 2129 человек.

## История
Поначалу Солсбери был деревней с креольским названием Барроуи (также Бароуи и Бауи). В колониальный период, Доминика подверглась англификации, и позже поселение стало более известно как Солсбери.
В первой половине XX века, городок был лишь небольшой деревней с домами с соломенными крышами на берегу. Единственным значимым зданием тогда была местная католическая церковь, которая была построена в 1929 году.
Тем не менее, в 1950-х и 1960-х, банановая промышленность стала использовать Солсбери для транспортировки продукции. В «банановых лодках» продукция экспортировалась за рубеж. До сих пор сообщество является важным участником в сельскохозяйственной промышленности Доминики и сильно зависит от сельского хозяйства.
29 августа 1976 года премьер-министр Доминики Патрик Роланд Джон предложил идею независимости страны. В Солсбери была подписана декларация о независимости, которая ссылается на намерения британской колонии стать независимым государством.
Первым представителем городка в парламенте стал Брайсон Луис, который выиграл выборы в 1975 году и был членом Доминикской лейбористской партии. До этого, представителем был Кларенс Луис, который был назначен Эдвардом Оливером Лебланом. Позже представитель Доминикской партии свободы Деннисон Джон выиграл всеобщие выборы 1980 года. В 1985 году выиграл Джеймс Ройер; в 1990 году — Эрл Уильямс, представитель Объединённой рабочей партии. На данный момент представителем деревни является Гектор Джон.
В мае 2015 года в Солсбери шли митинги за улучшение дорог. После того, как были задержаны 6 человек, люди начали протестовать против их ареста. Ещё 9 человек было арестовано за организацию беспорядков. Жители блокировали дороги камнями, деревьями и другими материалами. Премьер-министр Рузвельт Скеррит ввёл в город полицейских, одетых в военную форму и вооружённых винтовками M16. Чуть позже, представитель деревни Гектор Джон вылетел в Нью-Йорк, где он собрался с другими доминикцами у штаб-квартиры ООН, дабы протестовать против действий Скеррита.

## География
Ландшафт у Солсбери слегка горный. Городок находится на высоте в 50 м. Высочайшая точка поблизости имеет высоту в 1405 м и находится в 9,5 км к северо-востоку от Солсбери.
Ближайшее крупное поселение — Розо, в 16 км к югу от Солсбери.

### Климат
Согласно классификации климатов Кёппена, в Солсбери — экваториальный климат (Af).
Среднегодовая температура — 26,3 °C. Самый тёплый месяц — июнь (27,4 °C), а самый холодный — февраль (24,7 °C).
Среднегодовое количество осадков — 1892 мм. Самый влажный месяц — октябрь (237 мм), а самый засушливый — февраль (77 мм).
| Показатель                    | Янв. | Фев. | Март | Апр. | Май  | Июнь | Июль | Авг. | Сен. | Окт. | Нояб. | Дек. |
| ----------------------------- | ---- | ---- | ---- | ---- | ---- | ---- | ---- | ---- | ---- | ---- | ----- | ---- |
| Средний суточный максимум, °C | 28,7 | 28,8 | 29,6 | 30,3 | 31   | 31,1 | 31,1 | 31,2 | 31,4 | 30,7 | 30,3  | 29,3 |
| Средняя температура, °C       | 24,9 | 24,7 | 25,3 | 26   | 26,9 | 27,4 | 27,3 | 27,4 | 27,4 | 26,8 | 26,4  | 25,4 |
| Средний суточный минимум, °C  | 21,1 | 20,7 | 21   | 21,7 | 22,8 | 23,7 | 23,5 | 23,6 | 23,4 | 23   | 22,5  | 21,5 |
| Норма осадков, мм             | 111  | 77   | 86   | 81   | 102  | 171  | 220  | 221  | 235  | 237  | 201   | 150  |
| Источник: Climate-Data.org    |      |      |      |      |      |      |      |      |      |      |       |      |